# Srirangarajapuram
Srirangarajapuram là một mandal thuộc huyện Chittoor, bang Andhra Pradesh.